# Айнали-Кавакська конвенція
Айнали-Кавакська конвенція (також Константинопольська конвенція) — договір, укладений 21(10) березня 1779 року представниками Російської імперії й Османської імперії в султанському палаці Айнали-Кавак на березі протоки Босфор. Присвячений в основному проблемі Криму — найскладнішій у російсько-османських відносинах.
Проголошений Кючук-Кайнарджійським мирним договором 1774 мир виявився хитким. Османська імперія, спираючись на умови договору, різними засобами намагалася реалізувати свої інтереси щодо Криму, Російська імперія, також спираючись на договір, — остаточно витіснити Османську імперію з Криму і, володіючи ключем до Чорного моря, просуватися далі на Балкани й Кавказ. Суперництво Російської імперії й Османської імперії загострювалося. Ймовірність нової широкомасштабної російсько-турецької війни ставала дедалі реальнішою. Ця війна могла бути особливо руйнівною для України через неминучість втягнення до неї західних сусідів Російської імперії, які межували з українськими землями або володіли ними. Використовуючи серйозні внутрішні труднощі Османської імперії, російська дипломатія за активного сприяння Французького королівства та її посла в Стамбулі успішно завершила переговори з Османською імперією.
Умови конвенції охоплювали широке коло проблем: Османська імперія дозволила прохід через Чорноморські протоки, Босфор і Дарданелли російським торговельним кораблям такого ж тоннажу, як англійські та французькі, які вже мали таке право; підтвердила взяті за Кючук-Кайнарджійським договором зобов'язання не перешкоджати відправленню християнських обрядів в Молдовському князівстві та Волощині, а також надання російському послу в Стамбулі права вступатися за єдиновірців на цих територіях.
Низка положень договору безпосередньо торкалася України. Османська імперія зобов'язувалася відпустити запорозьких козаків, які після зруйнування російськими військами Запорозької Січі (1775) подалися до Османської імперії, але побажали б скористатися амністією, проголошеною імператрицею Катериною II, і переселити на правий берег Дунаю тих, хто відмовиться від амністії. Російська імперія мала схилити кримського хана добровільно відмовитися від земель між Дністром, Південним Бугом, польським кордоном і Чорним морем, за винятком поселень, що утворювали Очаківський повіт.
Та головне стосувалося Криму. Османська імперія визнала кримським ханом ставленика Російської імперії Шагін-Гірея III. Османська імперія зобов'язувалася не претендувати на цивільну та політичну владу кримсько-татарських ханів під приводом «духовного зв'язку і впливу». Російська імперія у відповідь погодилася на те, щоб кримські хани після їх обрання надсилали до Стамбула своїх представників «за встановленою раз і назавжди примірною формою з урочистим визнанням в особі султанській верховного каліфа, з проханням… його духовного благословення». В такому разі «благословительна грамота» давалася Османською імперією «без якнайменшого ускладнення й відмовок». Обидві сторони мали вивести війська з Кримського й Таманського півостровів у тримісячний термін, а з Кубані — через три місяці й 20 днів.
Айнали-Кавакська конвенція поновила хиткий мир між імперіями. Однак невдовзі Османська імперія вдалася до спроб посилити свої позиції в Криму. Кваліфікуючи дії Османської імперії як порушення умов Кючук-Кайнарджійського миру і Айнали-Кавакської конвенції, Катерина II указом від 19(08) квітня 1783 приєднала Крим до Російської імперії.